# عبد الرحمن بن محمد الحسين
عبد الرحمن بن محمد الحسين (مواليد 1977) إعلامي ومذيع ومستشار سعودي، وهو المتحدث الرسمي لوزارة التجارة والاستثمار في المملكة العربية السعودية منذ عام 2016م، قدّم العديد من البرامج الإذاعية والتلفزيونية من أبرزها برنامج (نوافذ) على قناة الإخبارية السعودية. وشغل العديد من المناصب في جهات إعلامية من بينها عمله مساعداً للمدير العام في القناة الرياضية لشؤون التطوير البرامجي.

## التعليم
- حاصل على درجة البكالوريوس من جامعة الإمام محمد بن سعود الإسلامية 1418هـ.
- دبلوم إعلام من جامعة الملك سعود 1419هـ/ 1420هـ.[1]

## العمل
- في أبريل 2025م صدر قرار بترقيته إلى وظيفة مستشار أول أعمال بالمرتبة الخامسة عشرة في وزارة التجارة.[5][1]
- يشغل منصب المشرف العام على التسويق والاتصال والمتحدث الرسمي في وزارة التجارة والاستثمار من عام 1437هـ إلى الآن.
- شغل منصب المشرف العام على العلاقات العامة والإعلام والمتحدث الرسمي لوزارة الشؤون الاجتماعية من عام 1436هـ إلى عام 1437هـ.
- أسس صفحات الشباب في صحيفة الاقتصادية عام 1427هـ.
- كلف بالعمل مساعداً للمدير العام في القناة الرياضية لشؤون التطوير البرامجي عام 1425هـ.
- عمل مساعداً لمدير عام القناة الرياضية لشؤون البرامج 1423هـ.
- عمل مذيعاً في القناة الأولى بتلفزيون المملكة العربية السعودية من عام 1421هـ.
- عمل مذيعاً في وزارة الثقافة والإعلام في إذاعة الرياض من عام 1419هـ.[6]

## برامج
قدّم العديد من البرامج التلفزيونية من أبرزها:
- برنامج (همومنا) على القناة الأولى السعودية.
- برنامج (شباب) على القناة الرياضية السعودية.
- برنامج (حياكم) على القناة الأولى السعودية.[7]
- أعدّ وقدم برنامج (نوافذ) على القناة الإخبارية السعودية.[8][9]

## الجوائز
- حاصل على جائزة أفضل برنامج اجتماعي خليجي في مهرجان الخليج الإذاعة والتلفزيون في البحرين عام 2012م عن برنامج (نوافذ).[10]